# شهرستان پریستنسکی
شهرستان پریستنسکی (به لاتین: Pristensky District) یک شهرستان در روسیه است که در استان کورسک واقع شده‌است.